# Ху Чуньхуа
Ху Чуньхуа́ (кит. упр. 胡春华, пиньинь Hú Chūnhuá; род. в апреле 1963 года, уезд Уфэн, пров. Хубэй) — китайский политический деятель, заместитель председателя Всекитайского комитета Народного политического консультативного совета Китая 14-го созыва (с 10 марта 2023 года).
Ранее член Политбюро ЦК КПК (2012—2022), заместитель премьера Государственного совета КНР (2018—2023), глава парткома КПК провинции Гуандун (2012—2017), глава парткома АР Внутренняя Монголия (2009—2012), губернатор провинции Хэбэй (2008—2009), 1-й секретарь Секретариата ЦК Комсомола Китая (2006—2008).
Член КПК с апреля 1983 года, член ЦК КПК 17 созыва, член Политбюро с 18 созыва, в котором был самый молодой и указывался одним из двух — ведущим — кандидатов на роль лидера «шестого поколения» руководителей (предположительно должного возглавить КНР в 2022 году).
В Политбюро ЦК КПК 19-го созыва Ху Чуньхуа также остался самым молодым. Член ЦК КПК 20-го созыва.

## Биография
По национальности ханец. Родился в деревне в крестьянской семье.
В 1979 году поступил в Пекинский университет на факультет китайского языка и литературы, окончил его по профильной специальности в августе 1983 г.
В том же месяце начал трудовую деятельность — был распределён в Тибетский автономный район на комсомольскую работу, кадровым работником орготдела комитета комсомола. В 1984—1985 гг. сотрудник молодёжного издательства Тибета. В 1985-87 гг. на партийной и кадровой работе в гостинице «Тибет».
С 1987 г. замглавы (с февраля 1990 г. уровня замзавотделом), в 1992-95 гг. глава тибетского комсомола и одновременно замспецпредставителя администрации тибетского округа Ньингчи.
В 1995-97 гг. спецпредставитель администрации и замглавы парткома округа Лхокха Тибетского АР. В 1996—1999 гг. обучался в аспирантуре партшколы при ЦК КПК по специальности «Мировая экономика», в 1996—1997 гг. также обучался в ЦПШ на годичных курсах для молодых кадровых работников.
В 1997 году его переводят в Пекин на работу в ЦК КСМК: с 1997 года по 2001 год секретарь Секретариата ЦК КСМК, одновременно с ноября 1998 года также заместитель председателя Всекитайской федерации молодёжи.
Затем вновь на партийной работе в Тибете: с 2001 года член (по 2003 год) и спецпредставитель (по 2007 год) ПК парткома Тибетского АР.
С ноября 2003 года по ноябрь 2006 года заместитель главы Тибетского парткома и одновременно вице-председатель Тибетского автономоного регионального правительства по ноябрь 2005 года.
С ноября 2006 года по апрель 2008 года 1-й секретарь Секретариата ЦК Коммунистического союза молодёжи Китая (КСМК).
С 15 апреля 2008 года заместитель и и. о. губернатора, с 12 января по ноябрь 2009 года губернатор пров. Хэбэй и замглавы парткома провинции. Отмечают, что это первый в истории КНР случай назначения губернатором провинции в возрасте 45 лет.

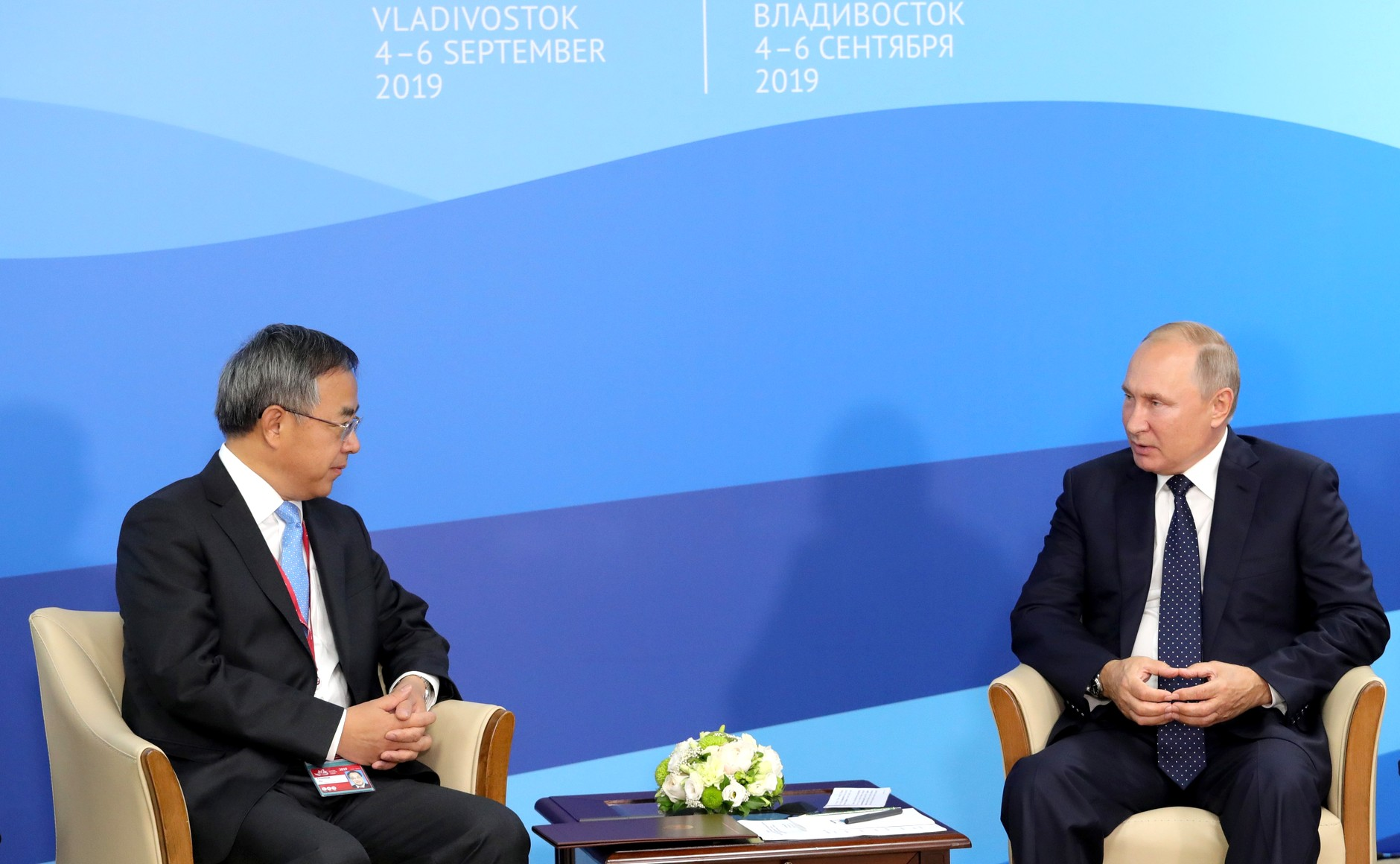
С Президентом России Владимиром Путиным. Приморский край, остров Русский,
5 сентября 2019 года

С ноября 2009 года по декабрь 2012 года глава парткома и с 2010 года по январь 2013 года пред. ПК СНП Автономного района Внутренняя Монголия. На время его руководства районом пришлись массовые беспорядки 2011 года (см. en:2011 Inner Mongolia unrest).
С декабря 2012 года глава парткома провинции Гуандун.
Вместе с Сунь Чжэнцаем они являлись самыми молодыми членами Политбюро ЦК КПК 18-го созыва, их рассматривали в качестве вероятных представителей следующего шестого поколения китайских лидеров. Ху Чуньхуа относят к т. н. когорте «комсомольцев» в КПК. Также указывают на его близость к Ху Цзиньтао, их знакомство относят к 1988—1992 годам, когда Ху Цзиньтао возглавлял партком КПК Тибетского автономного района.
По некоторым сведениям, Ху Чуньхуа мог оказаться в посткоме Политбюро ЦК КПК 19-го созыва, чего, однако, не произошло (он остался членом Политбюро). Как отмечается, его непопадание в постком Политбюро 19-го созыва исключило возможность преемничества Ху Си Цзиньпину в качестве генсекретаря ЦК КПК. Указывается протеже Ху Цзиньтао и Ли Кэцяна.
19 марта 2018 года делегаты первой сессии Всекитайского собрания народных представителей 13-го созыва утвердили Ху Чуньхуа на должность заместителя Премьера Государственного совета Китайской Народной Республики.
10 марта 2023 года на 3-м пленарном заседании 1-й сессии Всекитайского комитета Народного политического консультативного совета Китая (ВК НПКСК) избран заместителем председателя ВК НПКСК 14-го созыва.